# (398) Admète
Pour les articles homonymes, voir Admète (homonymie).
Ne doit pas être confondu avec (85030) Admète.
(398) Admète est un astéroïde de la ceinture principale découvert par Auguste Charlois le 28 décembre 1894.